# Desmoscolex velifer
Desmoscolex velifer är en rundmaskart som beskrevs av Timm 1970. Desmoscolex velifer ingår i släktet Desmoscolex och familjen Desmoscolecidae. Inga underarter finns listade i Catalogue of Life.